# Elevation (Stephen King)
Elevation è una novella thriller dell'autore americano Stephen King, pubblicato nel 2018.

## Storia editoriale
La novella è stata pubblicata negli Stati Uniti d'America il 30 ottobre 2018 da Scribner e il 19 febbraio 2019 da Sperling & Kupfer, in Italia. Nonostante King parli di Elevation come di una novella, la copertina del libro lo definisce "romanzo".

## Trama
A Castle Rock, nel Maine, Scott Carey affronta una misteriosa malattia che provoca effetti bizzarri sul suo corpo e gli fa perdere rapidamente peso, anche se appare sano all'esterno. Mentre combatte questa malattia con il suo medico di fiducia, cerca anche di risolvere una situazione terribile che coinvolge una coppia lesbica che cerca di aprire un ristorante circondato da un pubblico di disapprovazione.